# Jerebîlivka, Moghilău
Jerebîlivka (în ucraineană Жеребилівка) este localitatea de reședință a comunei Jerebîlivka din raionul Moghilău, regiunea Vinnița, Ucraina.

## Demografie
Componența lingvistică a localității Jerebîlivka
     Ucraineană (96,95%)
     Rusă (2,61%)
     Alte limbi (0,44%)
Conform recensământului din 2001, majoritatea populației localității Jerebîlivka era vorbitoare de ucraineană (96,95%), existând în minoritate și vorbitori de rusă (2,61%).